# Observatoire de Siding Spring
Pour les articles homonymes, voir Siding Spring.
L’Observatoire de Siding Spring est un observatoire astronomique situé près de Coonabarabran, en Nouvelle-Galles du Sud, en Australie. Il est rattaché à la RSAA, l’École de recherche en astronomie et astrophysique (en anglais : Research School of Astronomy & Astrophysics) et à l’Université nationale australienne.
Il regroupe l’Observatoire anglo-australien ainsi qu’une variété d'autres télescopes appartenant aux universités nationale australienne et de Nouvelle-Galles du Sud, ainsi qu'à d'autres institutions. L’observatoire est situé sur le Mont Woorat, à 1 165 mètres d'altitude, dans le parc national Warrumbungles. 
L'observatoire participe notamment au programme de recherche de géocroiseurs Siding Spring Survey.
Une galerie destinée à accueillir les visiteurs est ouverte au public, ainsi qu'une boutique de souvenirs appelée l’Exploratorium.
Début 2013, l'observatoire est menacé par les feux de forêts qui touchent l'Australie. Le personnel est alors évacué vers Coonabarabran et certains bâtiments sont endommagés.

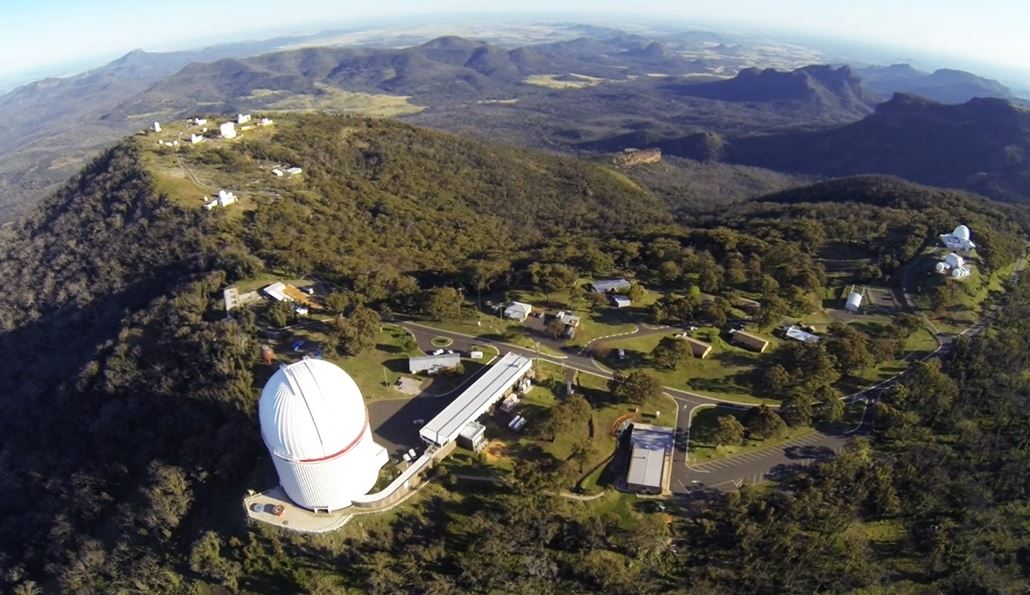
Vue générale du site.